# Kovel
Kovel (tiếng Ukraina: Ковель, IPA: [ˈkɔwelʲ] ⓘ; tiếng Ba Lan: Kowel; tiếng Yid: קאוולע / קאוולי) là một thành phố thuộc tỉnh Volyn nằm ở phía Tây Bắc Ukraina, cách Lutsk - trung tâm hành chính của Volyn - 70 cây số, cách cửa khẩu biên giới Yagodin-Dorohusk 65 cây số và cách cửa khẩu biên giới Domanove 69 cây số. Kovel, một mặt là trung tâm hành chính của huyện cùng tên, mặt khác bản thân nó cũng là một huyện của tình Volyn. Dân số của Kovel ước tính năm 2009 là 65.777 người và theo thống kê năm 2010 là 68.770 người. Tên của Kovel lấy từ một trong những bản văn tự tiếng Rune cổ nhất thế giới đã bị thất lại từ hồi thế chiến thứ hai. Một mũi giáo (tên gọi là mũi giáo Kovel) được khai quật tại thành phố này vào năm 1858 có khắc những hàng chữ cổ thuộc ngôn ngữ Goth (xem).
Vào năm 2008 và 2011, Kovel đạt giải thưởng "thành phố đẹp nhất và có trật tự công cộng tốt nhất" trong số những thành phố có dân số từ 5-15 vạn dân.

## Lịch sử

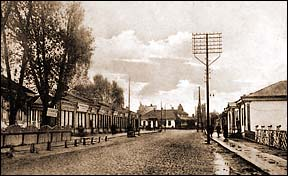
Đường Vokzalna thuộc thành phố Kovel vào năm 1918.

Thành phố Kovel (Kowel trong tiếng Ba Lan) được đề cập lần đầu tiên trong các tư liệu lịch sử vào năm 1310. Nó được vua Ba Lan Zygmunt I Stary cấp quy chế thành phố vào năm 1518. Vào năm 1547, Kovel nằm dưới sự cai trị của Vương hậu Ba Lan - vợ của cua Zygmunt Stary - là Bona Sforza. Vào năm 1564, Kurbski trở thành người lãnh đạo (starost) mới của Kowel.
Sau ba lần chia cắt Ba Lan, thành phố Kovel thuộc chủ quyền của Đế quốc Nga trong vòng một thế kỷ. Trong thế chiến thứ nhất, thành phố này trở thành nơi giao chiến giữa quân đội Nga với quân đội của các quốc gia thuộc Liên minh Trung tâm. Sau chiến tranh, Kovel trở thành một phần lãnh thổ của nước Cộng hòa Ba Lan và là thủ đô của Hạt Kovel thuộc tỉnh Volhynia. Trong Thế chiến thứ hai, sau khi phát xít Đức xâm lược Ba Lan và xâm lược Liên Xô, Kovel trở thành nơi diễn ra sự kiện thảm sát 18 nghìn người Do Thái trong khoảng từ tháng 8 đến tháng 9 năm 1942. Từ tháng 3 đến tháng 4 năm 1944, Kovel trở thành nơi giao chiến dữ dội của sư đoàn SS số 5 "Wiking" của phát xít Đức với quân đội Liên Xô. Sau khi chiến tranh kết thúc (1945), theo thỏa hiệp của các cường quốc tại hội nghị Tehran, một phần lãnh thổ của Ba Lan được trả lại cho Liên Xô, trong đó có Kovel. Dân cư gốc Ba Lan tại đây được đưa sang các vùng lãnh thổ khác của nước Ba Lan lúc đó và Kovel trở thành một bộ phận của nước Cộng hòa Xã hội chủ nghĩa Xô Viết Ukraina. Kovel tiếp tục là một phần lãnh thổ của nước Cộng hòa Ukraina hiện nay sau khi Liên Xô tan rã vào năm 1991.

## Địa lý

### Địa lý tự nhiên

Tòa nhà Hội đồng thành phố Kovel.

Kovel tọa lạc tại vùng đất thấp Polesia thuộc Đồng bằng Đông Âu. Xét về mặt địa chất học, Kovel cũng như những khu vực xung quanh, thuộc về Ковельському виступі, vốn là một phần của khối lục địa Đông Âu cổ.
Thành phố nằm trên cả hai bờ của sông Turiya, có chiều chảy từ Nam lên Bắc và là một phụ lưu của sông Pripyat. Ở khu vực phía Nam của con sông là các đập và hồ nhân tạo. Kovel được bao quanh bởi các khu đồng cỏ và đầm lầy ở phía Bắc cùng với các khu rừng mưa và sa thạch ở phía Nam.

## Dân cư
Theo thống kê năm 2012, dân số của Kovel là khoảng 68,7 nghìn người. Kovel là thàh phố đông dân thứ nhì của tỉnh Volyn, chỉ đứng sau thủ đô Lutsk.
Biểu đồ phát triển dân số của Kovel từ năm 1863 đến 2012:

## Giao thông
Kovel là trung tâm phía Tây Bắc của hệ thống đường sắt Ukraina, với 6 tuyến đường sắt bắt nguồn từ thành phố này. Tuyến đường sắt đầu tiên trong số đó được xây dựng từ năm 1873, nối liền Kovel với Brest-Litovsk và Rivne. Năm 1877 Kovel lần đầu tiên được nối liền với Lublin và Warswaza trong Vương quốc Lập hiến Ba Lan bằng đường sắt.

## Nhân vật nổi tiếng
- Lesya Ukrainka, tên thật là Larysa Petrivna Kosach-Kvitka, (1871–1913), nhà thơ người Ukrainia
- Abraham Zapruder (1905–1970), một nhà sản xuất quần áp phụ nữ, người quay phim cảnh tổng thống John F. Kennedy bị ám sát
- Meir Auerbach (1815–1877), Rabbi Trưởng đầu tiên của người Do Thái Ashkenazi của Jerusalem.
- Israel Friedlander, rabbi, nhà sư phạm và nhà nghiên cứu về thánh kinh

## Thành phố kết nghĩa
| Đức: Barsinghausen · Ba Lan: Krasnystaw · Ukraina: Smila, Ukraina · Ba Lan: Łęczna · Ba Lan: Brzeg Dolny · Litva: Utena |  | Ba Lan: Legionowo · Nga: Rzhev · Belarus: Pinsk · Đức: Walsrode · Ukraina: Bucha, Ukraina · Ba Lan: Chełm |